# Amuro Ray
Amuro Ray (jap. アムロ・レイ Amuro Rei) – fikcyjna postać z serii anime Gundam. Jest jednym z najważniejszych ludzi występujących w uniwersum UC (Wieku Kosmicznego) a także jedną z najważniejszych postaci w historii japońskiej animacji. Amuro to główny bohater serialu Kidō Senshi Gundam. Pojawia się także w sequelu – Zeta Gundam a także w filmie Kidō Senshi Gundam: Odwet Chara. Jest wzorem dla pozostałych pilotów Gundamów występujących po nim. Najbardziej zasłynął jako pilot mobila Federacji Ziemskiej – modelu RX-78-2 Gundam podczas Wojny Jednorocznej.
We wszystkich produkcjach, w których występuje Amuro, głosu użycza mu Tōru Furuya.

## Charakterystyka
Amuro jest wysokim brunetem a także przedstawicielem tzw. Newtypów – ludzi obdarzonych zdolnością do czytania w myślach. Jest uzdolniony w pilotażu i w robotyce. Stworzył sobie robota-pomocnika w kształcie zielonej kuli, którego nazwał Haro. W pierwszej serii ma 15 lat, 168 cm wzrostu i jest zestresowanym samotnikiem, boi się kontaktu z innymi ludźmi głównie z powodu swych narastających zdolności. Duży wpływ na niego miała śmierć Lali Sune – dziewczyny, także Newtypa, do której Amuro żywił uczucia. Od tego czasu chłopak bał się powrócić do kosmosu. Po zakończeniu wojny zrozumiał, że on i jego współtowarzysze ze statku Biała Baza są jedną rodziną.
W drugiej części (Zeta) Amuro ma 23 lata. Urósł (180 cm), ale stał się bardziej skryty niż dotychczas. Z niechęcią wspomina wydarzenia sprzed 7 lat, dalej boi się wylecieć w kosmos, ponieważ wracają do niego myśli o Lali. Mimo to Fraw postanawia przywrócić mu wolę walki aby pomógł swoim przyjaciołom.
W filmie "Odwet Chara" Amuro ma 29 lat i diametralnie zmienił mu się charakter. Wykształciły mu się zdolności przywódcze i jest gotowy do poświęceń.
Jako pilot Amuro jest trudnym przeciwnikiem dla innych. Koncentruje się głównie na sile swojego mobila, ale także na własnych zdolnościach. Po Wojnie Jednorocznej Amuro został nazwany Białym Diabłem, ponieważ w jednej bitwie zniszczył 14 syjońskich mobili.

## Życiorys
Amuro Ray urodził się 4 listopada UC0063 (63 rok Wieku Kosmicznego) na terenie Kanady. Jego ojciec – Tem Ray był naukowcem, który zaprojektował broń dla Federacji Ziemskiej. Jako dziecko przeniósł się z ojcem do zespołu kolonii zwanego Stroną 7. Tam poznał między innymi Hayato Kobayashiego i Fraw Bow. Przed wybuchem wojny między Syjonem a Federacją Ziemską wiódł spokojne życie i zajmował się naprawianiem urządzeń elektrycznych.

### Pierwszy Gundam
Któregoś wrześniowego dnia w roku UC0079 jego koleżanka Fraw powiedziała mu, że musi się udać do schronu, ponieważ obce siły Syjonu prowadziły rekonesans w sprawie produkcji nowej broni Federacji a później zaatakowały Stronę 7. Amuro wybiegł ze schronu aby poszukać ojca, jednak został zatrzymany przez strażników, którzy potem zostali zabici przez pocisk. Obok niego wylądowała instrukcja obsługi nowej broni Federacji – mobila RX-78-2 Gundam. Po odnalezieniu maszyny i zapoznaniu się z instrukcją, Amuro postanowił walczyć z napastnikami. Pokonał 2 mobile Syjonu. Widząc jego wyczyny, Bright Noa – młody kapitan statku "Biała Baza" przyjął go do wojsk Federacji. Wtem "Biała Baza" została zaatakowana przez syjoński statek klasy Musai. Ponieważ piloci Federacji zostali ranni, Amuro był jedynym zdolnym do walki i do osłony statku. Statek uciekł ze Strony 7 na asteroidę Luna 2. Kiedy admirał Wakkein przybył na statek zdenerwował się, że pilotami mobili są cywile i zamknął ich do więzienia. Dzięki umierającemu poprzedniemu dowódcy statku, Amuro i pozostali zostali zwolnieni z więzienia, jednak doprowadziło to do trzeciej potyczki z Syjonem a konkretniej z dowódcą oddziału – Charem Aznable pilotującego czerwonego MS Zaku 2. Doświadczony pilot Syjonu miał problem w pokonaniu maszyny chłopaka. Po ataku Chara statek postanowił powrócić na Ziemię do kwatery głównej Federacji w mieście Jaburo, jednak wróg powrócił i Amuro był zmuszony do walki w ziemskiej atmosferze. Odkrył później że Gundam może przez nią przelecieć bez problemu więc zdołał dogonić przyjaciół i znalazł się na Ziemi.
Po przybyciu na Ziemię Amuro przeżył szok psychiczny. Także jego mobil był podniszczony. Wojska Syjonu postanowiły przybyć na Ziemię i zniszczyć "Białą Bazę" oraz Gundama. Amuro nie chciał już więcej walczyć. Bright próbował go przekonać do powrotu, jednak bezskutecznie. Także Fraw widząc tchórzostwo kolegi poprosiła o instrukcję pilotażu. Kiedy to zrobiła Amuro postanowił powrócić na wojnę i w powietrzu pokonał mobile wroga. Dowódca wojsk w Ameryce – Garma Zabi wycofał żołnierzy z pola walki. Po otrzymaniu dodatkowych posiłków, Bright zarządził, że statek uda się do Nowego Jorku.
Grupa wiedziała, że gdy przejdą przez Nowy Jork, łatwiej będzie im uciec od wojsk Syjonu. Jednak Garma i Char zostali poinformowani o obecności statku. Amuro wiedział, że przelot przez miasto będzie trudny więc poprosił Brighta by pozwolił mu osłaniać "Białą Bazę" Gundamem. Kapitan nie zgodził się i odnalazł kryjówkę dla statku. Syjon rozpoczął bombardowanie terenu by statek wyszedł na powierzchnię. Machiny Zaku 2 zostały odparte przez Gundama. Char nie poprzestał na szukaniu statku. Szykując spisek przeciw Zabim, oszukał Garmę mówiąc że statek jest już na zewnątrz. Wykorzystując sytuację "Biała Baza" ucieka. Kiedy grupa postanowiła trochę wypocząć, Amuro poleciał do swojej mieszkającej na Ziemi matki – Kamarii Ray. Kiedy znalazł się w domu zauważył w nim grupkę pijanych żołnierzy Federacji, którzy mówili że dom od jakiegoś czasu jest pusty. Amuro znalazł tam zmaltretowaną staruszkę, którą po bójce z żołnierzami zawiózł do szpitala. Mieszkańcy powiedzieli mu, że na wzgórzu są syjońskie wojska. Podczas spotkania z matką Amuro został zaatakowany przez 2 żołnierzy Syjonu, których później zastrzelił w samoobronie i zaraportował przełożonym o tym, że jest ścigany przez wroga. Jego matka nie mogła uwierzyć dlaczego zabił człowieka, Amuro tłumaczył się, że na tym polega wojna. Kobieta poczuła wstyd, że jest jego matką. Chłopak wraz z porucznik Matildą dokonali udanego ataku i uciekli z pola walki. Po przylocie Bright poradził chłopakowi by pogodził się i pożegnał z matką.
Kiedy grupa leciała w kierunku Europy, Amuro nie czuł się zbyt dobrze. Miał kolejny raz dosyć wojny. W tym samym czasie "Biała Baza" została zaatakowana przez statek klasy Zanzibar dowodzony przez syjońskiego porucznika Rambę Rala. Miała to być zemsta za śmierć Garmy Zabiego, którą jego starszy brat Dozle skierował na wojska Federacji. Rozpoczął się pościg, jednak "Biała Baza" uciekła Statek zatrzymał się na pobliskiej wyspie, jednak okazało się, że Ramba prowadzi tam rekonesans i niestety żołnierze Federacji musieli drugi raz uciekać. Bright nakazał Amuro chronić statek, jednak chłopak nie zgodził się. Dopiero Ryuu nakłonił go do pomocy w obronie. Trzy mobile Federacji walczyły przeciwko mobilowi Ramby i statkowi, którym dowodziła jego żona – Crowley Hamon. Walka kończy się pokonaniem, ale wypuszczeniem Ramby przez Amuro. Podczas oglądania publicznego pogrzebu Garmy Zabiego, Amuro jest zafascynowany przemową starszego brata zabitego – Girena. Podczas pobytu w Azji Syjon porywa bliską przyjaciółkę chłopka – Saylę Mass oraz Gundama. Amuro postanawia uwolnić dziewczynę i mobila używając maszyny Kaia – Guncannona.
Podczas pobytu na Stronie 6 – neutralnej kolonii, Amuro pierwszy raz spotyka się z Lalą Sune, dziewczyną, która tak jak on jest Newtypem. Później "Biała Baza" udała się na Stronę 5, gdzie syjoński dowódca M'Qve szykował na nią pułapkę. Kiedy statek wjechał na miny, Bright rozkazał Amuro wyprowadzić Gundama. Chłopak miał dosyć pilotowania tej maszyny, więc wraz z Hayato użyli Guntanka i zaatakowali bazę jednak musieli się wycofać ponieważ wrócił Ramba. Bright rozmawia z Mirai o tym czemu Amuro nie wsiadł do Gundama. Według kapitana statku za każdym razem staje się bardziej zamknięty w sobie. Chłopak podsłuchał rozmowę i kiedy wszyscy spali uciekł wraz z Gundamem. Postanowił sam zaatakować bazę wroga niszcząc mu parę wież obronnych, ale został zaatakowany przez mobila Kycilli Zabi i M'Qve. Amuro dzielnie się broni przed atakiem, jednak M'Qve pod presją przełożonej postanawia wysadzić bazę. Chłopak pokonuje mobila.
Ukrywając Gundama w piasku, Amuro zawitał do miasteczka Sodoma aby coś zjeść. Bright i Ryuu uznali, że jego samowolka zaalarmuje Syjon, więc Fraw postanowiła odnaleźć chłopaka. W restauracji Amuro zostaje zaatakowany przez grupę Ramby Rala. Fraw zostaje schwytana i obydwoje zostają wyrzuceni z baru. Później zostają zaatakowani przez statek Zanzibar. Amuro decyduje się na drugą walkę z Rambą, w której ostatecznie go zabija. Niestety, ranny w walce Ryuu dokonuje samobójczego ataku kamikaze swoim samolotem na statek wroga, wskutek czego ginie wraz z Crowley Hamon. Amuro wściekł się, że jego kolega otrzyma pośmiertnie tylko 2 stopnie wyżej. Bright przywraca go do grupy, jednak na krótko Amuro ląduje w areszcie za samowolkę.
Niedługo potem Amuro wjechał swoim samochodem do błota. Przypadkiem spotyka Lalę Sune i Chara Aznable'a, którzy pomagają mu wyjechać. Wtedy też pierwszy raz przyszli rywale spotykają się twarzą w twarz. Char jest bardzo miły dla chłopaka i puszcza go mimo że Amuro miał na sobie mundur. Podczas bitwy o asteroidę Solomon, Amuro i Char walczą przeciw sobie. Gdy pilot Federacji ma zadać ostateczny cios koloniście, Lalah osłania swoim mobilem robota Chara. Ostrze miecza świetlnego Gundama wchodzi w kokpit mobila Lali wskutek czego dziewczyna ginie na miejscu. Amuro dostaje szoku psychicznego od fluidów mentalnych, które Lalah wysłała mu przed śmiercią. Od tej pory Amuro Ray i Char Aznable są śmiertelnymi wrogami. Bitwa zostaje wygrana przez Federację.
Po walce na asteroidzie Solomon w Syjonie wybucha wojna domowa. Spisek Chara przeciwko rodowi Zabi, dążenia Degwina Zabi do pokoju z Federacją, jego śmierć oraz zgony pozostałych członków rodu tworzą znakomitą sytuację do ostatecznej rozprawy z Syjonem. Ostatnia bitwa Federacji i kolonii ma miejsce na asterodzie A Baoa Qu będącą ostatnią linią obrony Syjonu. Amuro toczy ostatnią jak na razie walkę z Charem, i w robotach i na miecze. Char ucieka z pola walki. Federacja zdobywa w końcu asteroidę i wygrywa wojnę. Amuro otrzymuje po Wojnie Jednorocznej awans na porucznika.

### Zeta Gundam
Amuro staje się ofiarą nagonki Tytanów (elitarnej jednostki Federacji) na Newtypów, wskutek czego dostaje areszt domowy w luksusowej willi. Jego służący byli tak naprawdę agentami Tytanów. Miał w tym czasie pracę jako trener na Akademii Mobili w Cheyenne. Amuro w końcu dostaje pozwolenie na opuszczenie mieszkania. Przyjeżdża do niego ciężarna Fraw z dziećmi (wyszła za Hayato i adoptowała trójkę sierot z "Białej Bazy" – Katza, Letza i Kikkę). Katz i Fraw próbują zagrzać go do walki z Tytanami, jednak Amuro nadal boi się wylecieć w kosmos z powodu przeżyć z Lalą Sune. W końcu Amuro decyduje się dołączyć do Karaby- ziemskiej partyzantki przeciwko Tytanom, którą dowodzi Hayato i która współgra z AEUG. Podczas odlotu rodziny Kobayashi, Amuro zabiera Katza. Podczas działań partyzanckich Amuro przypadł do gustu młodej dziewczynie, agentce Karaby- Beltorchice Irmie. Beltorchika i Amuro zostają parą do końca serii. W tej serii pełni funkcję jednego z mentorów i szefów Kamilla Bidana.
Młody porucznik pilotuje wtedy dwa mobile: czerwonego Rick Diasa oraz własną przeróbkę Rick Diasa – Dijeha. Staje się dowódcą wielu misji Karaby m.in. walki na kosmodromie Kennedy'ego, ataku na bazę Tytanów na górze Kilimandżaro oraz oblężenia budynku kongresu Federacji w Dakarze.
W Gundam ZZ AEUG i Karaba rozpoczęli konflikt z Nowym Syjonem. Hayato mówi wtedy, że po zwycięstwie Amuro także poleciał walczyć. Mimo to nie pojawia się w serialu.

## Romanse Amuro
W całej swojej historii Amuro zakochał się 5 razy, 3 razy w Pierwszym Gundamie, raz w Zecie i raz w "Kontrataku Chara". Jego pierwszą wybranką serca była porucznik Matilda, która jednak była tylko chwilowym zauroczeniem.
Drugą miłością była wcześniej wspomniana Lalah Sune, dziewczyna – Newtype przygarnięta przez Chara. Ten związek skończył się tragicznie, ponieważ Amuro zabił ją przypadkowo w walce z Charem, kiedy postanowiła go obronić. Jednak pierwszą dziewczyną Amuro została Sayla Mass, jego bliska koleżanka ze statku "Biała Baza", która również w nim się zakochała. Nieznane są przyczyny, czemu ze sobą zerwali.
Drugą partnerką chłopaka była Beltorchika Irma – dziewczyna z Karaby, którą z początku chłodno traktował, jednak później stali się parą. Ostatnią miłością Amuro była Chan Agi, która była w ciąży z jego dzieckiem. Ta miłość też kończy się tragicznie, bowiem Chan ginie zabita przez rozwścieczonego Hathawaya Noę (syna Brighta), któremu zabiła ukochaną.

## Pilotowane mobile
Przez szereg lat Amuro zasiadał za sterami przeróżnych mobili. Jednak najbardziej znany jest jako pilot RX-78-2 Gundama, tytułowej maszyny z pierwszej części.

### W Pierwszym Gundamie
- RX-78-2 Gundam (główna maszyna)
- RX-77-2 Guncannon (pożyczył od Kaia Shidena)
- RX-75-4 Guntank (wraz z Hayato Kobayashim)

### W Zeta Gundam
- RMS-009 Rick Dias (mobil wcześniej należał do Apolly'ego Baya)
- MSK-008 Dijeh (główna maszyna, przerobiony Rick Dias)

### W Odwecie Chara
- RGZ-91 Re-GZ (odnowiony Zeta Gundam)
- RX-93 ν Gundam (główna maszyna)